# Kefar Adummim
Kefar Adummim (hebr.: כפר אדומים; pol. Czerwona Wioska) – osiedle żydowskie położone w samorządzie regionu Matte Binjamin, w Dystrykcie Judei i Samarii, w Izraelu.
Leży w północnej części pustyni Judzkiej na wschód od Jerozolimy, w otoczeniu osiedli Nofe Perat i Alon.

## Historia
29 listopada 1947 roku Zgromadzenie Ogólne Organizacji Narodów Zjednoczonych przyjęło Rezolucję nr 181 w sprawie podziału Palestyny na dwa państwa: żydowskie i arabskie. Tutejsze tereny miały znajdować się w państwie arabskie i w wyniku wojny o niepodległość w 1948 znalazły się pod okupacją Jordanii.
Podczas wojny sześciodniowej w 1967 ziemie te zajęły wojska izraelskie. Osada została założona we wrześniu 1979 przez grupę żydowskich osadników.
Osiedle wejdzie w skład terytoriów izraelskich na Zachodnim Brzegu, chronionych przez budowany mur bezpieczeństwa.

## Demografia
W osiedlu żyje grupa imigrantów z Rosji oraz stosunkowo duża liczba imigrantów z Francji, którzy są zwolennikami chasydyzmu. Kefar Adummim jest odzwierciedleniem miejsca, w którym żydowska społeczność świecka i religijna mogą żyć razem we wzajemnym zrozumieniu i tolerancji.

## Edukacja
W osiedlu działa szkoła podstawowa, dająca możliwość nauki dzieciom do klasy trzeciej. Dzieci starsze są dowożone do szkół w pobliskim mieście Ma’ale Adummim.

## Komunikacja
Przez osiedle przebiega lokalna droga, którą jadąc w kierunku zachodnim dojeżdża się do wioski Nofe Perat, w kierunku południowo-wschodnim dojeżdża się do skrzyżowania z drogą ekspresową nr 1  (Tel Awiw–Jerozolima–Bet ha-Arawa), a w kierunku północno-wschodnim dojeżdża się do drogi nr 458  i wioski Alon.

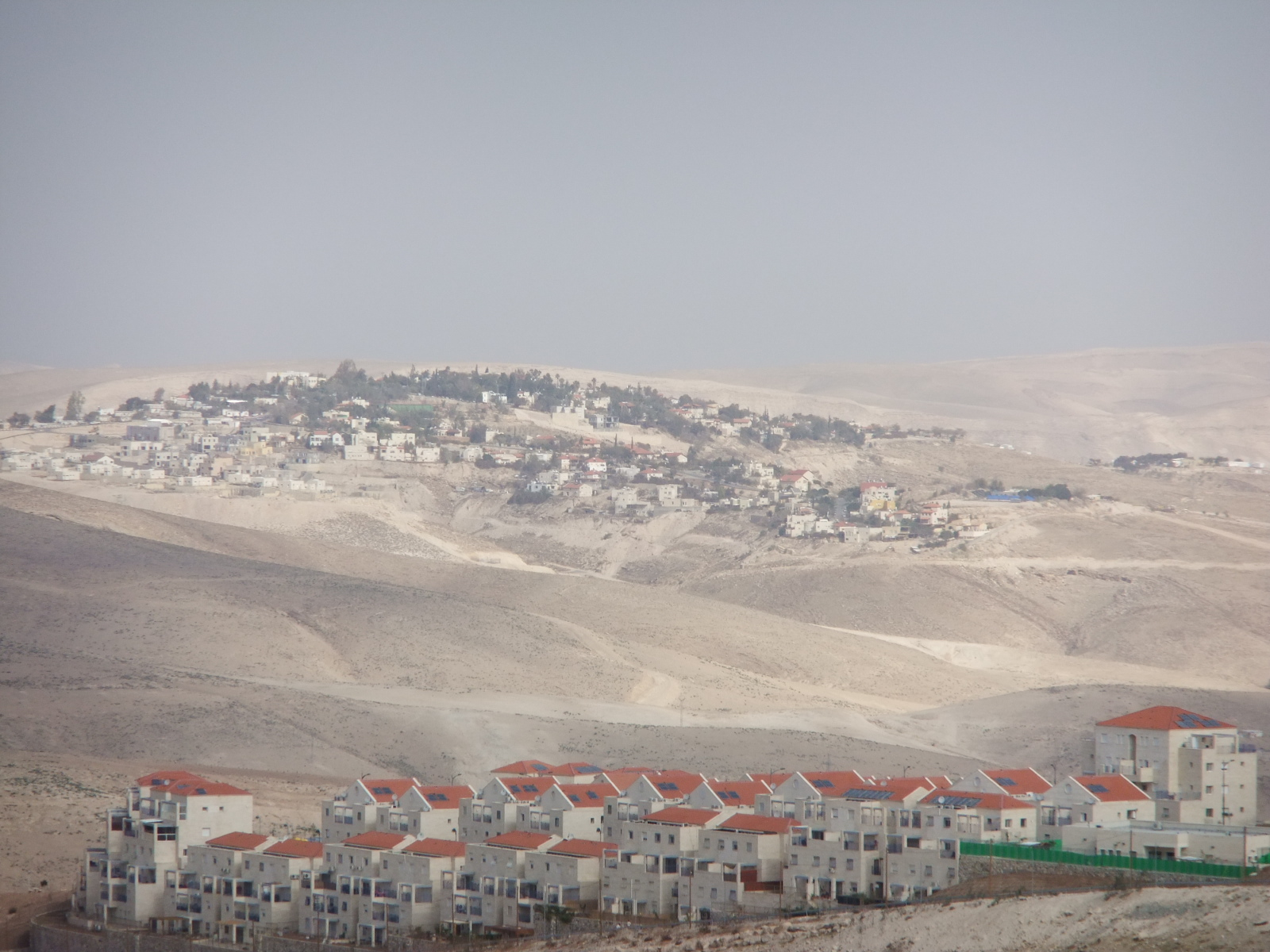
Widok na Kefar Adummim z Ma’ale Adummim